# Douglas Murray
Douglas Kear Murray (Londen, 16 juli 1979) is een Brits schrijver, journalist en politiek commentator. Hij is de oprichter van het Centre for Social Cohesion en is de adjunct-directeur van de Henry Jackson Society. Ook schrijft hij voor het Britse politieke weekblad The Spectator.
De neoconservatief Murray verschijnt regelmatig als commentator in de Britse media. Hij geeft daarbij zijn visie op zaken als vrije meningsuiting, immigratie, islam, identiteitspolitiek en homorechten (Murray is zelf openlijk homoseksueel). Hij heeft enkele internationale bestsellers geschreven. Enerzijds wordt hij gezien als een van de belangrijkste intellectuelen, maar er zijn ook beschuldigingen dat hij extreemrechts zou zijn. Dergelijke aantijgingen worden door Murray stellig ontkend.

## Jeugd
Murray is geboren in Hammersmith, Londen. Zijn moeder was Engels en ambtenaar, zijn vader was Schots, onderwijzer en sprak Schots-Gaelisch. Zijn zomervakanties bracht hij vaak door bij zijn grootvader aan vaderskant op het eiland Lewis.

## Schrijver
Op zijn negentiende, in zijn tweede jaar op de Universiteit van Oxford, schreef hij een biografie over Lord Alfred Douglas die door Christopher Hitchens werd beschreven als meesterlijk. Na zijn studie aan Oxford schreef hij een toneelstuk genaamd Nightfall over de Zweedse diplomaat Raoul Wallenberg. In 2005 schreef hij een stuk over neoconservatisme — Neoconservatism: Why We Need It — en hield hij een aantal lezingen in de Verenigde Staten om het boek aan de man te brengen. In 2007 assisteerde hij bij het schrijven van Towards a Grand Strategy for an Uncertain World: Renewing Transatlantic Partnership, een publicatie over de toekomst van de NAVO. Zijn boek Bloody Sunday werd bekroond met de 2011–2012 Christopher Ewart-Biggs Memorial Prize. In juni 2013 publiceerde hij een e-book Islamophilia: a Very Metropolitan Malady. Naar aanleiding van de Europese vluchtelingencrisis schreef hij in 2017 het boek The Strange Death of Europe: Immigration, Identity, Islam. Murray schetst hierin op basis van zijn reizen door Europese landen een sombere toekomst: het continent bezwijkt onder de druk van massa-immigratie en de radicale islam.

## Journalist en mediaoptredens
Murray treedt vaak op in Britse actualiteitenprogramma's, waarin hij een kritisch geluid laat horen over multiculturalisme.
Op 20 januari 2007 nam Murray deel aan een publiek debat 'Clash of Civilisations or World Civilisation?' (botsing van beschavingen of wereldbeschaving). De ‘botsende beschavingen’ is de theorie van de Amerikaanse politicoloog Samuel Huntington die zegt dat de culturele en religieuze identiteit van mensen de belangrijkste bron van conflicten wordt in de periode na de Koude Oorlog. Zowel Murray als de Amerikaanse historicus Daniel Pipes verwierpen Samuel Huntingtons idee van botsende beschavingen, maar zeiden dat het een botsing was van beschaving en barbarij. Murray beschuldigde in het debat burgemeester Ken Livingstone van Londen ervan de handelwijze van Iers republikeinse extremisten en Islamistische extremisten te vergoelijken. Ook bekritiseerde Murray Livingstones uitnodiging aan Sheikh Yusuf al-Qaradawi om Londen in 2005 te bezoeken.
In juni 2009 accepteerde Murray een uitnodiging van de Global Issues Society (GIS) voor een debat met de leider van Al-Muhajiroun, Anjem Choudary, over shariawetgeving en de Britse wet in Conway Hall. Leden van Al-Muhajiroun legden een scheiding van mannen en vrouwen op, ondanks de verzekering van GIS dat de beveiliging van het evenement extern was ingehuurd. Nog voordat Murray was gearriveerd, brak er geweld uit. Het management van Corway Hall zegde het debat af uit protest tegen de opgedrongen scheiding van mannen en vrouwen. Buiten het gebouw kwam het tot een confrontatie tussen Choudary en Murray over de afgelasting van het evenement. Murray zei dat zijn Centre for Social Cohesion een onderzoek had gepubliceerd dat aantoonde dat een op de zeven met islam gerelateerde terreurzaken in het Verenigd Koninkrijk in verband kon worden gebracht met Al-Muhajiroun en zei dat de groep verboden zou moeten worden. Hierop antwoordde Choudary dat Murray, de politie en de rechtbanken leugenaars waren en dat moslims altijd onschuldig zijn. De organisatie werd kort daarop inderdaad verboden.
Murray schreef in 2010 een artikel voor de Spectator met de titel: 'Why can’t anyone take a joke any more?' (Waarom kan niemand meer tegen een grap.) Hij bekritiseerde hier het naar de rechter stappen als iemand een grap als beledigend ervaart. Murray vond het onzinnig dat soldaten in Afghanistan een vergoeding kregen van duizend pond per maand terwijl zij  moesten vrezen voor de kogels van de Taliban, terwijl een Ier die beledigd was door een grap over Ieren vele malen dit bedrag kreeg. Verder extrapoleerde hij deze politieke correctheid naar een algemeen zwijgen en zei hij dat je tegenwoordig beter je mond kon houden over bepaalde zaken, zoals religie, zelfs al spreek je de waarheid: "Meer en meer speciale groepen vragen meer en meer terughoudendheid en zwijgzaamheid met betrekking tot hun agenda's. Als resultaat zijn er nu onderwerpen waar je beter niet over kan schrijven. Alles wat iets te maken heeft met ras, religie of gender kun je beter voor je houden. Zoals een bepaalde andere journalist van dit weekblad heeft ontdekt: de waarheid is geen verdediging."
In het New Statesman-debat, op 9 april 2011, discussieerde Murray over de stelling "klokkenluiders (whistle-blowers) maken de wereld veiliger". Hij sprak de stelling tegen omdat klokkenluiders waarschijnlijk de negatieve consequenties van het onthullen van staatsgeheimen niet overzien en ze geen gekozen politici zijn. Hij richtte zijn pijlen specifiek op WikiLeaks en suggereerde dat het informatie lekte om westerse landen een slechte naam te bezorgen. Dit terwijl het niet hetzelfde deed ten opzichte van andere landen zoals Rusland. Hij confronteerde daarbij de aanwezige Julian Assange met beweringen uit het boek van David Leigh en Luke Harding, WikiLeaks: Inside Julian Assange's War on Secrecy  gepubliceerd door Guardian Books. De schrijvers claimden dat Assange over namen van informanten die gehaald konden worden uit de Afgan War Logs: had gezegd "Nou, ze [Afghanen die samenwerkten met de VS] zijn informanten. Dus, als ze gedood worden, is het hun eigen schuld. Ze verdienen het." Assange onderbrak Murray op dat moment om te zeggen dat hij The Guardian aanklaagde voor deze bewering. The Guardian beweerde de volgende dag echter geen aanklacht te hebben ontvangen.
Op 22 september 2011 sprak Murray op de conferentie 'The Perils of Global Intolerance' (de gevaren van mondiale intolerantie) die gehouden werd als protest tegen de 'Wereldconferentie tegen Racisme'. In zijn speech bekritiseerde Murray de uitnodiging van Fidel Castro en Yasser Arafat, de eis van de Organisatie van Afrikaanse Eenheid dat schadeloosstellingen voor de Rwandese Genocide betaald zouden moeten worden door de Verenigde Staten, en de eis van de Zimbabwaanse minister Patrick Chinamasa dat het Verenigd Koninkrijk en de Verenigde Staten "zich onvoorwaardelijk zouden moeten verontschuldigen voor hun misdaden tegen de mensheid". Hij beschreef de conferentie als "een gelegenheid voor perverse despoten om vrije naties aan te vallen en de aandacht af te leiden van hun eigen acties." Hij bekritiseerde ook president Robert Mugabe van Zimbabwe, president Mahmoud Ahmadinejad van Iran, en de Verenigde Naties.
Op 11 september 2012 schreef Murray een artikel in The Wall Street Journal, waarin hij de scheiding van de "politieke" en "militaire" tak van Hezbollah bekritiseerde. Hij schreef enkele artikelen om te promoten dat de Europese Unie en de regering van het Verenigd Koninkrijk ook de politieke tak van Hezbollah in de ban zouden doen. Hezbollahs militaire vleugel werd al beschouwd als een terroristische organisatie; de politieke vleugel niet.
Op 19 oktober 2013 interviewde Murray anti-islamactivist Tommy Robinson voor The Spectator Dit was op verzoek van een vriend van de Quilliam Foundation. Het was na contact met de Quilliam Foundation dat Tommy Robinson besloot de extreemrechtse English Defence League te verlaten. Murray had hiervoor kritiek geleverd op de English Defence League, maar beschreef het als een bijeffect. De hoofdoorzaak was de islam.
Naar aanleiding van de aanslag op Charlie Hebdo verscheen Murray in diverse actualiteitenprogramma's. (Sky News, BBC One, Al Jazeera) Hij zei dat de aanval een duidelijke en bloedige poging was om islamitische godslasteringswetten op te dringen aan de westerse wereld, en dat de tekeningen uit solidariteit geplaatst zouden moeten worden in alle westerse media om daarmee te tonen dat zulk een gewelddadige tactiek geen effect heeft. Hij was zeer verbolgen over critici die 'de slachtoffers wilden wegzetten als racisten' zonder enige kennis van zaken over de Franse politiek en Charlie Hebdo.
In 2016 organiseerde Murray een competitie via het weekblad The Spectator, waarin de lezer gevraagd werd gedichten te schrijven die de Turkse president Erdoğan aanvielen. De hoogste prijs was duizend Engelse pond. Dit was een reactie op de Böhmermannaffaire, waarin de Duitse komiek Jan Böhmermann werd aangeklaagd door de Duitse justitie voor de belediging van Erdoğan. In hetzelfde jaar steunde Murray de ja-stem in het Brexitreferendum, vanwege zijn zorgen over immigratie.
In januari 2017 reisde Murray naar Nigeria om te rapporteren over het geweld tegen christenen, en de poging hen uit te roeien, door Boko Haram en Fulani. Hij had kritiek op de regering van Nigeria, het leger, en president Muhammadu Buhari vanwege hun "medeplichtigheid" bij de aanvallen op christelijke dorpen. Tevens bekritiseerde hij de Britse regering en de Anglicaanse Kerk voor hun moedwillige blindheid. Murray sprak op een vergadering van het Hogerhuis op 13 maart waarin hij verslag deed van de "etnische en religieuze zuivering" van christenen in noord Nigeria.
Op 19 juni 2017 was naar aanleiding van de aanslag op moskeegangers diezelfde dag de leider van de Britse Moslimraad, Miqdaad Versi, te gast in het BBC-programma Daily Politics. Miqdaad vergeleek Murray met Anjem Choudary en beschuldigde Murray van islamofobie. Later die dag interviewde BBC News de leider van de Islamic Human Rights Commission, Massoud Shadjareh, en deze beschuldigde Murray, Katie Hopkins en Maajid Nawaz anti-islamitische haatpredikers te zijn. Op 22 juni 2017 bood de BBC officieel excuses aan aan Murray
In een artikel met de titel 'Tommy Robinson Drew Attention to ‘Grooming Gangs.’ Britain Has Persecuted Him.' (Tommy Robinson gaf aandacht aan ‘Grooming Gangs’, Brittannië vervolgde hem) gepubliceerd in de National Review in mei 2018 pleitte Murray voor de vrijlating van Tommy Robinson. Robinson was veroordeeld tot 13 maanden cel vanwege het filmen van verdachten buiten de rechtszaal in een grootschalige verkrachtingszaak, waarbij de meerderheid van de verdachten moslims waren. Volgens Murray was het nu overduidelijk dat iedere arm van de Britse staat erop uit was Tommy Robinson klein te krijgen, vanaf het moment dat hij ten tonele kwam in Luton een decennium geleden.
Op 22 juni 2018 sprak Murray op een bijeenkomst van de JFvD, de jongerenafdeling van Forum voor Democratie. Op 31 maart 2019 was Murray te gast in het programma Buitenhof om zijn kijk op Brexit toe te lichten.

## Islamkritiek
Murray is een bekend islamcriticus en ziet relativisme als een "een bijzonder destructieve tak van westers denken’" en "ons probleem". Hij noemt islamofobie een "onzinwoord" omdat "er een behoorlijk aantal redenen zijn om bevreesd te zijn voor sommige - hoewel zeker niet alle - aspecten en versies van islam".

In februari 2006 gaf Murray zijn visie op islam en moslims in Europa tijdens een speech op de Pim Fortuyn Herdenking in Den Haag: 
Omstandigheden voor moslims in Europa moeten over het algemeen minder aangenaam worden: Europa moet overkomen als een minder aantrekkelijke optie. Wij in Europa hebben toch geen speciale verplichtingen aan de islam. We hoeven ze geen religieuze vakantiedagen te geven, speciale rechten of privileges. Veel eerder, nog voor de eerste aanslagen, had het duidelijk gemaakt moeten worden dat mensen die naar Europa komen onder onze wetten vallen en niet onder hun eigen wetten. Als sommige moslims geen moskee hebben waar ze naartoe kunnen gaan, dan moeten ze zich realiseren dat wij ze er geen verschuldigd zijn.
 Na deze speech werd Murray door de Conservatieve Partij gevraagd zijn woorden in te trekken. Toen hij dit niet deed, brak deze met Murray en zijn Centre for Social Cohesion. In een artikel in reactie hierop gepubliceerd op 15 oktober 2011 in ConservativeHome, een centrumrechtse politieke blogwebsite in Engeland, schreef Murray: 
Paul (Paul Goodman, politicus van de Conservatieve Partij) valt me aan op een speech die ik vele jaren geleden in Nederland heb gegeven. Het feit dat de publicatie van die speech is ingetrokken en van het web verwijderd, noemt hij niet. In plaats daarvan verwijst hij heimelijk naar een gearchiveerde versie van deze ingetrokken speech. Het simpele feit is dat de citaten waarover Goodman klaagt, niet mijn standpunten zijn. Ik realiseerde me een aantal jaren geleden dat de lezing slecht geformuleerd was; ik heb het laten verwijderen en het weerspiegelt niet mijn standpunt.
 Toen Fiyaz Mughal van Tell MAMA, een organisatie die voor de belangen van moslims opkomt, aan de speech refereerde in het BBC-programma Sunday Morning Live, reageerde Murray in 2013 als volgt: 
De dingen waar hij (Fiyaz Mughal) naar verwijst, en dat weet hij heel goed, zijn vele jaren geleden gezegd. Ik heb nooit gezegd dat er ooit iets gedaan moest worden wat gewelddadig was. Ik zei dat moskeeën waar geweld gepredikt wordt, gesloten zouden moeten worden. Ik sta nog steeds achter dat standpunt. Ik sta niet achter, zoals Fiyaz heel goed weet, andere commentaren die gemaakt zijn in een erg erg donkere periode na de aanslagen in Londen en de moord op Theo van Gogh, toen verscheidene van mijn vrienden gedwongen waren onder te duiken voor doodsbedreigingen vanwege hun kritiek op de islam. We zeggen allemaal dingen die verkeerd zijn; dit was zo’n geval. Ik ben er niet trots op.
Murray zegt niet alle moslims te zien als gewelddadige islamisten en steunt acties van degenen die zeggen de islam te willen hervormen. Hij schrijft echter ook De islam geen religie van de vrede is. Geen enkele religie is dat, maar de islam zeker niet.
In 2007 leidden zijn commentaren over moslimextremisme ertoe dat hij politiebescherming nodig had bij zijn bezoeken aan Nederland. In december 2015 zei Murray dat hij zijn lezers om veiligheidsredenen niet langer op de hoogte kon stellen waar hij een lezing zou houden.

## Privéleven
Murray is een atheïst; hij was in zijn jeugd en als jongvolwassene praktiserend lid van de Anglicaanse Kerk. Hij beschrijft zichzelf als een culturele christen en een christelijke atheïst. Hij is ervan overtuigd dat het christendom een belangrijke invloed heeft op de Britse en Europese cultuur. Murray is openlijk homoseksueel.

## Kritiek
Murrays opvattingen worden wel in verband gebracht met extreemrechts. Hij zou cultuurmarxisme in een nieuw jasje steken. Cultuurmarxisme heeft als complottheorie een lange geschiedenis binnen het extreemrechtse vertoog.
Verder verdedigde hij Tommy Robinson verschillende keren. Hij noemde Robinson een vriend en uitte zijn bewondering voor hem.

## Publicaties
- Murray, Douglas (2000). Bosie: A Biography of Lord Alfred Douglas. ISBN 0-340-76771-5.
- Murray, Douglas (2005). Neoconservatism: Why We Need It. ISBN 1-904863-05-1.
- Murray, Douglas (2011). Bloody Sunday: Truths, Lies and the Saville Inquiry. Dialogue, London. ISBN 978-1-84954-149-7.
- Murray, Douglas (2013). Islamophilia: a very metropolitan malady. emBooks. ISBN 9781627770507.
- Murray, Douglas (2017). The Strange Death of Europe: Immigration, Identity, Islam. Bloomsbury Publishing PLC. ISBN 9781472942241.[79]
- Murray, Douglas (2019). The Madness of Crowds: Gender, Race and Identity. Bloomsbury Publishing PLC. ISBN 9781472959959.
- Murray, Douglas (2022). The War on the West: How to Prevail in the Age of Unreason. Harper Collins. ISBN 9780063162020.
- Murray, Douglas (2025). On Democracies and Death Cults=Harper Collins. ISBN 9780008729561.

Als coauteur:
- Hate on the State: How British libraries encourage Islamic extremism. Centre for Social Cohesion (2007).
- Towards a Grand Strategy for an Uncertain World: Renewing Transatlantic Partnership (2007). Gearchiveerd op 25 september 2019.
- Victims of Intimidation: Freedom of Speech Within Europe's Muslim Communities. Centre for Social Cohesion (2008).

- Bibsys: 90697879
- Bibliothèque nationale de France: cb14413962c (data)
- Catàleg d'autoritats de noms i títols de Catalunya: 981058616046206706
- CiNii: DA19230276
- Gemeinsame Normdatei: 113666713X
- International Standard Name Identifier: 0000 0000 7980 8934
- Library of Congress Control Number: n00024858
- Nationale Bibliotheek van Letland: 000259168
- MusicBrainz: 7cd42db8-b7a5-4253-82e1-e6c965cd1040
- Bibliotheek van het Japanse parlement: 001310285
- Nationale Bibliotheek van Tsjechië: xx0218865
- Nationale Bibliotheek van Israël: 987007437644005171
- Nationale en Universitaire bibliotheek Zagreb: 000713932
- Nederlandse Thesaurus van Auteursnamen: 198044194
- Istituto Centrale per il Catalogo Unico: RAVV084702
- SNAC: w60x2g4g
- Système universitaire de documentation: 123381665
- Virtual International Authority File: 357149066344865600067